# Palazzo Ginnasi

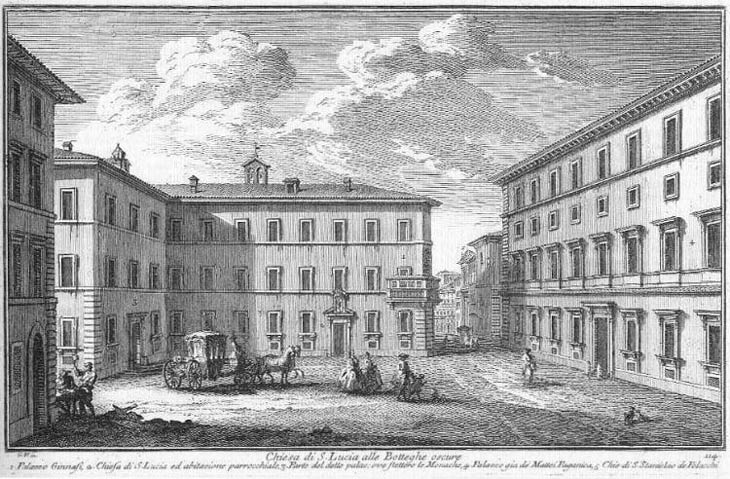
Gravura de Giuseppe Vasi (1756) mostrando a Via delle Botteghe Oscure. À esquerda, o Palazzo Ginnasi. À direita, o Palazzo Mattei-Caetani.

Palazzo Ginnasi é um palácio maneirista localizado no Largo di Santa Lucia Filippini, no rione Pigna de Roma. O palácio atual é um edifício que substituiu o palácio antigo, demolido entre 1935 e 1940 para permitir o alargamento da Via delle Botteghe Oscure e do qual se conservam atualmente os dois brasões oriundos de Brescia posicionados sobre o portal com a inscrição "GINNASI".

## História
O antigo Palazzo Ginnasi foi construído no final do século XVI com base num projeto de Ottaviano Mascherino por ordem do monsenhor Alessandro Ginnasi. Em 1624, o cardeal Domenico Ginnasi, nomeado pelo papa Clemente VIII, ampliou e restaurou o palácio com a ajuda de Orazio Torriani, incorporando em sua estrutura a já existente igreja de Santa Lucia, que passou a ser denominada Santa Lucia de' Ginnasi, e destinando parte do palácio ao Convento de Santa Teresa, de freiras carmelitas, e parte a um colégio, conhecido como Collegio Ginnasi, destinado a rapazes que desejavam entrar para a vida eclesiástica. Nesta ocasião, o cardeal também construiu o chamado Arco dei Ginnasi com o objetivo de ligar suas propriedades.
Entre 1807 e 1826, o palácio abrigou a Accademia dei Lincei e, entre 1826 e 1837, o Collegio Irlandese
O complexo passou por reformas nos séculos XVIII e XIX, quando foi ampliado também o Palazzeto Ginnasi, que formava um ângulo com o palácio maior. Este é o único edifício que restou das obras de alargamento da via conduzidas pelo arquiteto Giovanni Battista Milani e o único edifício remanescente do antigo complexo da família Ginnasi. Nada restou também da igreja de Santa Lucia de' Ginnasi, mas os monumentos funerários barrocos da família, que ficavam na igreja, foram levados para uma capela moderna localizada no interior do novo palácio. No local onde ficava a igreja está hoje o mosteiro dos Mestres Pios Filipinos (Maestre Pie Filippine), cujo portal de entrada, encimado por uma bela imagem da Virgem e o Menino, está hoje na Via delle Botteghe Oscure, mas ficava, no passado, no Largo di Santa Lucia dei Filippini, bem em frente ao atual Palazzo Ginnasi. Este portal era o antigo portal da igreja de Santa Lucia.